# Símbolos oficiales de las entidades locales de Cataluña

Señal de la Generalidad de Cataluña.

La legislación sobre símbolos oficiales de entidades locales de la Comunidad Autónoma de Cataluña quedó contemplada en el artículo 151 de su Estatuto de Autonomía vigente desde el 9 de agosto de 2006:

Corresponde a la Generalitat, respetando la garantía institucional establecida por la Constitución en los artículos 140 y 141, la competencia exclusiva sobre organización territorial, que incluye en todo caso:

a.La determinación, la creación, la modificación y la supresión de las entidades que configuran la organización territorial de Cataluña.

b.La creación, la supresión y la alteración de los términos tanto de los municipios como de las entidades locales de ámbito territorial inferior; la denominación, la capitalidad y los símbolos de los municipios y de las demás entidades locales; los topónimos y la determinación de los regímenes especiales.

c.El establecimiento mediante ley de procedimientos de relación entre las entidades locales y la población, respetando la autonomía local.
 Art.151. Estatuto de Autonomía de Cataluña

Esta reglamentación quedó concretada con la aprobación del Decreto número 139 de 26 de junio de 2007, "sobre
la denominación, los símbolos y el registro de entes locales de Cataluña". Este decreto sustituyó al decreto 263/1991, de 25 de noviembre de 1991, por el que se aprobaba el "reglamento de los símbolos de los entes locales de Cataluña". y mediante el cual, la Generalidad de Cataluña era la institución que regulaba y registraba los símbolos, tales como la bandera o el escudo, de las entidades locales. El decreto 263/191 llenaba un vacío de contenido dejado por el artículo 37.1 de la Ley 8/1987, de 15 de abril de 1987, por la cual se autoriza a los municipios y otros regímenes locales a dotarse de símbolos propios por el artículo 50.21 de la ley 8/1987, pero sin regular, como lo hace el decreto, cómo debía ser el símbolo.
El nuevo decreto 139/2007 introduce un reconocimiento mucho más explícito de la autonomía de los entes locales de Cataluña, mayoritariamente representados por los ayuntamientos de los municipios, en relación con su identificación y simbología. Este decreto, mediante su título segundo disponen la capacidad de los entes locales a adoptar un escudo, una bandera y un emblema como símbolos locales y que estos se deben inscribir sus símbolos en el Registro de entidades locales de Cataluña.

## Regulación
La Generalidad de Cataluña, a partir del decreto, comprueba que las normas heráldicas y de la vexilología sean respetadas, así como otros datos en los que se fundamentan los símbolos. También comprueba si los símbolos aprobados son susceptibles de ser confundidos con los de otra entidad local. También regula el procedimiento aplicable para la adopción, la modificación, el cambio o la rehabilitación de los símbolos.

### Escudos
Entre otros puntos cabe destacar las siguientes regulaciones:
- Contenido:
  - Elementos: El artículo 20 del decreto regula el contenido de los escudos, admitiendo solo elementos fundamentados en hechos históricos o accidentes geográficos, en características propias de la entidad local o en su nombre.
  - Símbolos de Cataluña: Según el artículo 21.1, solo se puede incorporar el Señal Real, que figura en el escudo de Cataluña, si el municipio tiene derecho histórico. Ese derecho puede ser por concesión real o el hecho que el lugar haya dependido jurisdiccionalmente directamente del rey.
  - Blasonado: El blasonado debe ser lo más simple y sencillo posible, siempre que permita diferenciarse de otros escudos. El artículo 25 también dice que se le dará preferencia a la señal propia de la entidad ante otras figuras que puedan figurar. El artículo 28.1 trata sobre el uso de las coloraciones en el escudo, en heráldica llamados esmaltes, que se pueden utilizar el campo del escudo. Los esmaltes utilizados deben acogerse a las normas de la heráldica, no pudiendo combinar metal sobre metal ni color sobre color. Entre los esmaltes se distinguen los metales (oro y plata o argén), los colores (azur, gules, sinople, sable, púrpura...) y los forros (armiños, vero...). El artículo 29 también regula las esmaltes a utilizar para cargas y estos deben ser representados de acuerdo con la normativa heráldica y nunca al natural (coloración no descrita entre los esmaltes heráldicos).
- Forma: El artículo 26 recoge la forma que deben tener todos los escudos de las entidades locales, y esta se describe como cuadrada, apoyada sobre uno de sus vértices y con una de sus diagonales dispuesta verticalmente y la otra horizontalmente. Algunos tratadistas recogen esta forma como escudo en forma de ciudad o municipio.[3] La Generalidad, en la versión en castellano del decreto 263/191 describía la forma como en forma de losange con ángulos rectos[2] y en el decreto 139/2007, la describe como "embaldosada".[1]

Esta forma de escudo fue la recomendada en una reunión internacional de heráldica, celebrada en Roma en 1958, como la más indicada para los armoriales cívicos, con tal de diferenciarlos mejor de las gentilicias. Esta recomendación fue adoptada en Cataluña en 1981, cuando fue traspasado la competencia de oficializar los escudos cívicos.
- Timbre: El reglamento especifica mediante el artículo 30.2 que el timbre, que es un acompañamiento situado encima del escudo, es siempre una corona que, ordinariamente, será una corona mural que le corresponda. La Generalidad utiliza un baremo para determinar el tipo, siendo una corona mural de pueblo si tiene menos de 5.000 habitantes, una corona de villa si tiene menos de 20.000 y una de ciudad si supera esta última cantidad. En cuanto a otras entidades locales menores, estas no pueden llevar timbre, según el artículo 30.5.

El artículo 30.3 especifica que los escudos de los municipios que históricamente hayan sido el centro de un principado, ducado, marquesado, condado, vizcondado o baronía antes de la abolición de las jurisdicciones señoriales tienen que ir timbrados con la corona correspondiente a su título. Solo pueden ir timbradas con corona Real la ciudad de Barcelona y las villas o ciudades que hayan obtenido el título de real villa o real ciudad.
- Acompañamientos: El artículo 31 habla sobre los acompañamientos, describiéndolos como todo elemento exterior al escudo. El artículo 15 del decreto 263/1991 solo permitía los acompañamientos que hayan sido objeto de concesión expresa, en cambio el artículo 31.2 del nuevo decreto, aparte de los acompañamientos concedidos también acepta los que determine el ente local.

El escudo se podrá utilizar a partir de su oficialización según el artículo 23. El artículo 32.1 especifica que el escudo es de carácter privativo a la entidad local a la que representa. Ningún ente local puede hacer uso de un escudo que no sea el propio. Las entidades privadas o particulares puede hacer uso del escudo si tienen la autorización expresa del ente local.
El artículo 32.3 dispone que los entes locales que no tengan escudo propio, pueden utilizar la señal de la Generalidad de Cataluña, de acuerdo con lo que dispone el Decreto 56/1982, de 18 de marzo, por el que se establecen normas sobre la utilización de la señal de la Generalidad por los entes locales de Cataluña.
Una vez oficializado el escudo, este debe inscribirse en el Registro de entes locales de Cataluña especificando cuatro puntos:
1. Blasonamiento del escudo.
2. Dibujo colorido del escudo.
3. Fecha de la Resolución de oficialización del escudo.
4. Fecha de la publicación de la Resolución en el DOGC.

### Banderas
Entre otros puntos cabe destacar las siguientes regulaciones:
- Contenido:
  - Elementos: El artículo 20 del decreto regula el contenido de las banderas, admitiendo solo elementos fundamentados en hechos históricos o accidentes geográficos, en características propias de la entidad local o en su nombre.
  - Símbolos de Cataluña: Según el artículo 21.2, no se puede utilizar la bandera de Cataluña como fondo de la bandera local. Los entes con derecho histórico, si procede, pueden incorporar la señal de Cataluña en la bandera.
  - Escudo: En el artículo 35.1 prohíbe la incorporación del escudo ni sus acompañamientos en la bandera. Debe incorporar sus elementos más caractarísticos como sus esmaltes o cargas.
  - Caras: Las dos caras deben mantener la misma disposición y orientación con respecto al palo, haciendo el efecto de transparencia.
  - Entidades locales menores: El artículo 36.2 dice que las entidades locales menores deben incorporar como elemento diferenciador un palo blanco en el vuelo de un grueso de 2/9 del largo de la bandera.
- Forma: El artículo 34 recoge la forma que deben tener todas las banderas de las entidades locales, y esta es de forma rectangular con una relación de dos de ancho (parte del paño que toca el asta) por tres de largo (distancia entre el asta y el vuelo). En las descripciones en el DOGC la describe como apaisada, de proporciones dos de alto por tres de largo, aunque a veces confunden el ancho y el largo con otros términos. La forma de describir la proporción según la FIAV sería 2:3 o 2x3.
- Descripción: Se especifica que debe ser sencilla e identificativa del ente local.

El artículo 39 obliga que para adoptar, rehabilitar, modificar o cambiar la bandera, previamente se debe tener oficializado el escudo. La bandera se podrá utilizar a partir de su oficialización según el artículo 23. El artículo 37 regula su uso y dice que su utilización y colocación en los edificios se rige por la normativa específica aplicable. Los entes locales no pueden enarbolar como bandera propia otra bandera que no sea la suya oficial, debidamente inscrita y publicada. La bandera no puede ser utilizada como fondo de símbolos o siglas de partidos, sindicatos, asociaciones u otras entidades privadas.
Una vez oficializada la bandera, esta debe inscribirse en el Registro de entes locales de Cataluña especificando cuatro puntos:
1. Descripción de la bandera.
2. Dibujo colorido de la bandera.
3. Fecha de la Resolución de oficialización de la bandera.
4. Fecha de la publicación de la Resolución en el DOGC.

### Emblemas
El emblema comprende cualquier símbolo gráfico, diferente al escudo o la bandera, con independencia de la forma y de los elementos que lo componen. Entre otros puntos cabe destacar las siguientes regulaciones:
- Contenido:
  - Elementos: El artículo 38.2 especifica que el emblema no puede consistir en una modificación, deformación o simplificación del escudo, aunque si que puede basarse en elementos de este. No puede incluir frases, anagramas, logotipos o inscripciones que puedan inducir a confusión con los de otros entes o que no respondan a su denominación oficial.

Según el artículo 18.1 y 18.2 informa que el emblema puede ser adoptado por los entes locales territoriales y las entidades municipales descentralizadas así como el resto de entes locales, los consorcios de carácter local y los entes con personalidad propia. El emblema se podrá utilizar a partir de su oficialización según el artículo 23.
Una vez oficializado el emblema, esta debe inscribirse en el Registro de entes locales de Cataluña especificando cuatro puntos:
1. Descripción del emblema.
2. Dibujo colorido del emblema.
3. Fecha de la Resolución de oficialización del emblema.
4. Fecha de la publicación de la Resolución en el DOGC.